# Перед північчю
Перед північчю (англ. Before Midnight) — американська мелодрама режисера, продюсера і сценариста Річарда Лінклейтера, що вийшла 2013 року. У головних ролях Ітан Гоук, Жулі Дельпі (були також сценаристами). Стрічку створено на основі персонажів Річарда Лінклейтера і Кім Крізен, фільм є продовженням стрічок «Перед сходом сонця» (1995) і «Перед заходом сонця» (2004).
Продюсерами також були Крістос В. Константакопоулос і Сара Вудгетч. Вперше фільм продемонстрували 20 січня 2013 року у США на кінофестивалі «Санденс».
В Україні у кінопрокаті фільм не демонструвався.

## Сюжет
Минуло 9 років після подій у стрічці «Перед заходом сонця», Джессі і Селін одружені, у них двоє дітей-близнюків і живуть вони у Парижі. Проте час робить своє — їхні стосунки починають холонути, тому вони їдуть у Грецію до друга Джессі.

## У ролях
| Актор                 | Персонаж                    | Роль                  |
| --------------------- | --------------------------- | --------------------- |
| Ітан Гоук             | Джессі англ. Jesse          | чоловік Селін         |
| Жулі Дельпі           | Селін англ. Céline          | дружина Джессі        |
| Шеймус Деві-Фіцпатрік | Генк англ. Hank             | син-підліток Джессі   |
| Дженніфер Пріор       | Елла англ. Ella             | дитина Джессі і Селін |
| Шарлотта Пріор        | Моніка Вашинґтон англ. Nina | дитина Джессі і Селін |

## Сприйняття

### Критика
Фільм отримав позитивні відгуки: Rotten Tomatoes дав оцінку 98 % на основі 172 відгуків від критиків (середня оцінка 8,7/10) і 82 % від глядачів із середньою оцінкою 4/5 (30,870 голосів). Загалом на сайті фільми має позитивний рейтинг, фільму зарахований «стиглий помідор» від кінокритиків і «попкорн» від глядачів, Internet Movie Database — 8,1/10 (43 692 голоси), Metacritic — 94/100 (41 відгук критиків) і 8,0/10 від глядачів (241 голос). Загалом на цьому ресурсі від критиків і від глядачів фільм отримав позитивні відгуки.

### Касові збори
Під час показу у США протягом першого (вузького, зі 24 травня 2013 року) тижня фільм показали у 5 кінотеатрах і він зібрав 246,914 $, що на той час дозволило йому зайняти 18 місце серед усіх прем'єр. Наступного (широкого, зі 14 червня 2013 року) тижня фільм показали у 897 кінотеатрах і він зібрав 1,382,719 $ (3 місце). Показ фільму протривав 168 днів (24 тижні) і завершився 7 листопада 2013 року. За цей час фільм зібрав у прокаті у США 8,114,627  доларів США (за іншими даними 8,110,621 $), а у решті країн 3,061,842 $ (за іншими даними 12,626,409 $), тобто загалом 11,176,469 $ (за іншими даними 20,737,030 $) при бюджеті 3 млн $.

### Нагороди і номінації[11]
| Рік  | Нагорода                                           | Категорія                                 | Номінант                                  | Результат  |
| ---- | -------------------------------------------------- | ----------------------------------------- | ----------------------------------------- | ---------- |
| 2013 | Національне товариство кінокритиків                | Найкращий сценарій                        | Річард Лінклейтер, Жюлі Дельпі, Ітан Гоук | Перемога   |
| 2013 | Національне товариство кінокритиків                | Найкраща актриса                          | Жулі Дельпі                               | 3-тє місце |
| 2013 | Асоціація кінокритиків Вашингтона                  | Найкращий адаптований сценарій            | Річард Лінклейтер, Жюлі Дельпі, Ітан Гоук | Номінація  |
| 2014 | 86-а церемонія вручення нагороди «Оскар»           | Найкращий адаптований сценарій            | Річард Лінклейтер, Жюлі Дельпі, Ітан Гоук | Номінація  |
| 2014 | 71-ша церемонія вручення нагороди «Золотий глобус» | Найкраща жіноча роль — комедія або мюзикл | Жулі Дельпі                               | Номінація  |

### Виноски
1. 1 2 3  Before Midnight: Release Info (англ.). Internet Movie Database. Процитовано 25 січня 2014.
2. 1 2  Christopher Borrelli (24 травня 2013). Richard Linklater finishes trilogy with 'Before Midnight' (англ.). Chicago Tribune. Архів оригіналу за 20 серпня 2013. Процитовано 25 січня 2014.
3. 1 2 3 4  Before Midnight (англ.). Box Office Mojo. Процитовано 25 січня 2014.
4. 1 2 3 4  Before Midnight (англ.). The Numbers. Процитовано 25 січня 2014.
5. 1 2  Before Midnight (англ.). Internet Movie Database. Процитовано 25 січня 2014.
6. ↑  Before Midnight (англ.). Allmovie. Процитовано 25 січня 2014.
7. 1 2  Before Midnight: Full Cast & Crew (англ.). Internet Movie Database. Процитовано 25 січня 2014.
8. ↑  Перед полуночью. Премьеры (рос.). КиноПоиск. Процитовано 25 січня 2014.
9. ↑  Before Midnight (англ.). Rotten Tomatoes. Процитовано 25 січня 2014.
10. ↑  Before Midnight (англ.). Metacritic. Процитовано 25 січня 2014.
11. ↑  Before Midnight: Awards (англ.). Internet Movie Database. Процитовано 25 січня 2014.